# Ante (architecture)
Pour les articles homonymes, voir Ante.

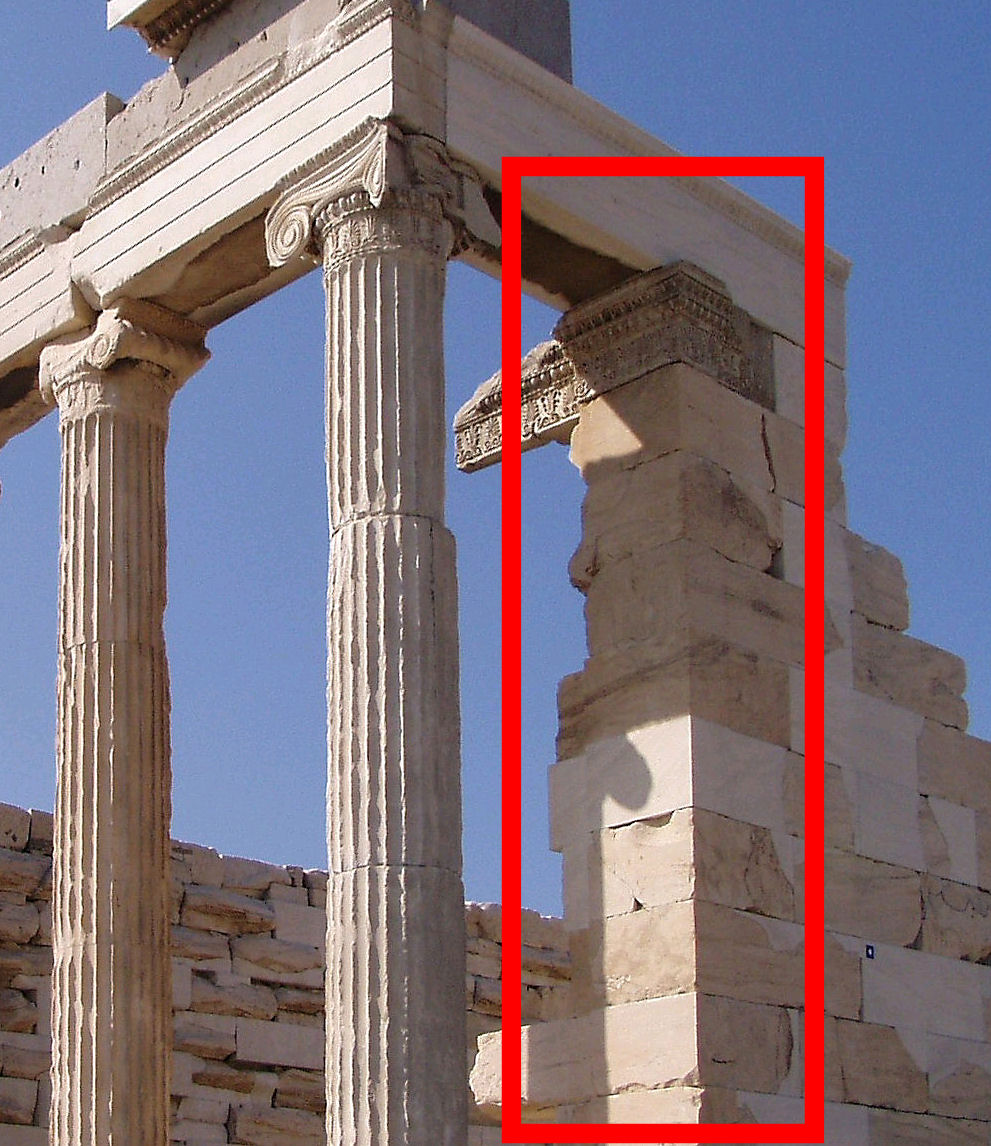
Une ante, placée derrière la dernière colonne sur la façade de l'Érechthéion, à Athènes.

Une ante, mot employé généralement au pluriel : des antes,,, prononcé \ɑ̃t\, (du latin antæ, -arum, féminin pluriel, probablement de ante, « avant » ou « devant »), désignent, en terme d'architecture, dans les temples grecs et romains, les piliers légèrement en saillie qui terminent les murs de la cella ou du naos, ou plus simplement la terminaison de ce mur. Les antes sont souvent surmontées d'un chapiteau.
L'ante diffère du pilastre, purement décoratif et sans fonction de support structurel.
En menuiserie, les antes (mot inusité au singulier) se disent des montants d'une porte.